# Boco II da Mauritânia
Boco II (em latim: Bocchus II) foi um monarca do Reino da Mauritânia no século I a.C.. Ele era filho e sucessor de Boco I.

## Vida
Quando Boco I, seu pai, morreu em 49 a.C., o Reino da Mauritânia foi dividido entre seus filhos. Boco II passou a governar a região oriental, a leste do rio Muluya, e seu irmão Bogudes assumiu a região ocidental. Os dois foram considerados inimigos da República Romana pela facção mais conservadora do Senado. Júlio César, por outro lado, reconheceu os dois títulos em 49 a.C., atraindo para o partido cesariano os dois irmãos na guerra civil contra os conservadores pompeianos. Eles invadiram o vizinho Reino da Numídia e conquistaram Cirta, a capital do rei Juba I, aliado de Pompeu. Forçado a socorrer sua capital, Juba I deixou de lado o plano de ajudar Metelo Cipião contra César. Terminada a guerra, César concedeu a Boco todas as terras a oeste de Hipona, antes pertencentes à Numídia. O restante do reino númida foi anexado à província romana da África.
Na Quarta Guerra Civil da República Romana, entre 32 e 30 a.C.., Boco II se aliou a Otaviano enquanto que seu irmão, Bogudes, se juntou a Marco Antônio. Depois da guerra, Boco enfrentou seu irmão e recebeu a ajuda de Otaviano, já auto-proclamado Augusto, como recompensa por sua lealdade; depois de conquistar suas terras, Boco II reunificou a Mauritânia.
Em 33 a.C., Boco II morreu e não deixou herdeiros. O Reino da Mauritânia passou a ser administrado diretamente pela República Romana, que passou a fundar colônias de veteranos do exército por toda a costa do Mediterrâneo. Em 25 a.C., irromperam diversas revoltas na Numídia contra a intensa romanização patrocinada por Juba II, que foi destronado. Augusto, seu aliado, lhe concedeu o trono da Mauritânia e, agradecido, Boco II rebatizou sua nova capital, Iol, como Cesareia.